# Meter na kvadratno sekundo
Meter na kvadratno sekundo (oznaka m/s2 ali ms-2) je izpeljana enota v sistemu SI s katero merimo pospešek. Uporabljamo jo kot skalarno količino, pogosto pa jo obravnavamo tudi kot vektor.

## Definicija
Pospešek meter na kvadratno sekundo je pospešek pri katerem se poveča hitrost vsako sekundo za 1 meter na sekundo (m/s).